# Arthur Babillotte
Arthur Tiberius Babillotte (auch Artur Babillotte oder Arthur Babilotte, * 20. Januar 1887 in Neunkirchen/Saargemünd in Lothringen; † 30. Oktober 1916 in Leutenberg/Thüringen) war ein Journalist, Schriftsteller und Dramatiker.

## Leben
Arthur Babillotte war der Sohn des Landbauingenieurs Tibère Arthur Babillotte und von Héloïse Hiss. Nachdem der Vater zuerst nach Molsheim und dann nach Sélestat versetzt worden war, besuchte Babillotte dort das Gymnasium. Arthur Babillotte war verheiratet mit der Schriftstellerin Martha Babillotte (1888–1971), mit der zusammen er einige Romane verfasste. Aus der im Mai 1910 in Leipzig geschlossenen Ehe gingen drei Kinder hervor.
1906 begann er seine journalistische Tätigkeit zunächst bei der Wochenzeitung Der Elsässer Erzähler und wurde dann Redakteur beim Elsässer Tageblatt in Colmar. Ab 1909 ließ er sich in Belgershain bei Leipzig nieder, wo er als freier Schriftsteller arbeitete. Neben Romanen und Erzählungen schrieb er Essays und Rezensionen in verschiedenen Zeitschriften (Das literarische Echo, Xenien).

## Wirkung
Seine Romane Der König von Heerstadt und Irrfahrten des Lebens wurden nach seinem frühen Tod noch in zweiter und dritter Auflage und die Erzählung Stille Helden in vier Auflagen veröffentlicht. Insbesondere sein in der Zeitschrift Das literarische Echo veröffentlichter Aufsatz Erziehungs- und Entwicklungsprobleme in modernen Romanen wird in literaturwissenschaftlichen Abhandlungen bis in die Gegenwart immer wieder erwähnt und zitiert.

## Werke (Auswahl)

### Belletristik
- D' Faldmasser. Lustspiel, Josef Singer Verlag, Straßburg 1906.
- Kleinstadt. Die Geschichte einer Gymnasiastensehnsucht. Hillger, Berlin / Leipzig 1908.
- Gabriele d'Annunzio. Verlag für Literatur, Kunst und Musik, Leipzig 1910.
- Kriegserzählungen aus dem Elsaß. Fischer, Dresden 1914.
- André Picards Bekehrung. Roman, Reißner, Dresden 1914.
- Im Schatten des Korsen. Roman, Reißner, Dresden 1914.
- An der Grenze. Erzählung, Ensslin & Laiblin, Reutlingen 1915.
- Zwischen den Feinden. Roman, Bonz, Stuttgart 1915.
- Die Erlebnisse des Peter Allmendinger. Kriegserzählung aus dem Elsaß. Bonz, Stuttgart 1915.
- Stille Helden. Eine Erzählung aus den Vogesenkämpfen. Mit Federzeichnungen von Otto Ubbelohde, Schaffstein, Cöln 1915.
- An der Grenze. Erzählung, Ensslin & Laiblin, Reutlingen 1915.
- Neubau. Roman, Grunow, Leipzig 1916.
- Die Spionin. Erzählung, Ensslin & Laiblin, Reutlingen 1916.
- Strassen und Sessel. Roman, Verlag Otto Janke, Berlin 1916.
- Der König von Heerstadt. Roman, 2. Auflage, Grunow, Leipzig 1917.
- Irrfahrten des Lebens und der Liebe. Roman,  3. Auflage, Grunow, Leipzig 1919.

### Sachbücher
- August Strindberg, das hohe Lied seines Lebens. Xenien-Verlag, Leipzig 1910.

### Rezensionen
- Das Lied vom Kinde. Hrsg. von Theodor Herold. (Leipzig 1909), in: Xenien. Eine Monatsschrift für Literatur und Kunst, 3, I (1910), Seite 99–101.
- Erica Grupe-Lörcher. Im Kampf um Straßburg. Roman.  in: Das literarische Echo, Halbmonatsschrift für Literaturfreunde,  15 (1912–13), Sp. 1298–1299.
- Literarisches Kriegsbrot. (Über…Rudolf Herzog: Das große Heimweh…), in: Das literarische Echo. Halbmonatsschrift für Literaturfreunde, 17 (1914–15), Sp. 992–997.
- Nanny Lambrecht. Die Fahne der Wallonen. Roman. In: Das literarische Echo. Halbmonatsschrift für Literaturfreunde, 18 (1915–16), Sp. 830–831.
- Kriegsnovellen. (Über…Ottomar Enking: Erika Svanoes Recht…), in: Das literarische Echo. Halbmonatsschrift für Literaturfreunde, 19 (19161–7),  Sp. 160–163.

### Gedichte
- Lenz. In: März. Wochenschrift für deutsche Kultur, 8,II (1914), Seite 566–567.

### Mitwirkung
- August Strindberg: Zones of the spirit, a book of thoughts. Mit einer Einleitung von Arthur Babillotte, Verlag G. Allen and C̊, London 1913.